# إدوارد تسيغلر
إدوارد تسيغلر (بالإنجليزية: Edward Ziegler) هو صحفي أمريكي، ولد في 25 مارس 1870، وتوفي في 25 أكتوبر 1947.